# David Lewis
Svatý David Lewis, S.J. (1616, Abergavenny - 27. srpna 1679, Usk) byl velšský katolický jezuitský kněz, a mučedník který byl také znám jako Charles Baker.

## Mládí
Narodil se roku 1616 v Abergavenny, jako nejmladší z devíti dětí protestantského reverenda Morgana Lewise, který byl ředitel školy, a katoličce Margaret Pritchardové.
Když mu bylo 16 let, při návštěvě Paříže, konvertoval ke katolictví a následně odešel studovat do Říma, kde byl roku 1642 vysvěcen na kněze. Po třech letech vstoupil k Tovaryšstvu Ježíšovu.

## Zatčení a poprava
Byl zatčen 17. listopadu 1678 v Kostele Svatého Michaela, Llantarnamu. V březnu 1679 odsouzen v Assize (trestní soud) v Monmouth, jako katolický kněz a za rozšiřování katolické víry. Stejně jako John Wall a John Kemble, byl poslán do Londýna, kde se jím zabýval Titus Oates (původce papežského spiknutí) a další.
Dne 16. března 1679 byl přiveden k soudnímu řízení v Assize (Monmouth). Byl přiveden jako tvůrce velezrady - za to že se stal katolickým knězem a zůstal v Anglii.
Hájil se že nevinný ale svědkové tvrdili že jej viděli na mši provádět kněžské povinnosti. Otec Lewis byl Sirem Robertem Atkinsonem prohlášen vinným. Poté byl s Johnem Kemblem přiveden do vězení Newgate v Londýně a pokládali mu otázky ohledně spiknutí. Oates, William Bedloe, Dugdale a Prace nebyly schopny prokázat něco proti němu. Lord Shaftesbury mu poradil aby mu dal důkazy o spiknutí nebo aby se vzdal katolické víry, zato že bude ušetřen a velmi hodně odměněn.
Poté byl přiveden do Usku, k jeho popravě Johnem Arnoldem z Monmouthshire. Dne 27. srpna 1679 byl oběšen a pak rozčtvrcen. Po záležitosti Tita Oatese (1679–80), byl zbytek velšsky mluvících katolických duchovních buď popraveni nebo deportováni. Lewis byl do roku 2001 poslední velšský jezuita.

## Proces blahořečení a svatořečení
Patří do skupiny 40 mučedníků Anglie a Walesu. Tento proces probíhal v arcidiecézi Westminster. Dekret o mučednictví byl vydán 8. prosince 1929. Blahořečen byl 15. prosince 1929. Poté po 40 letech dne 4. května 1970 byl vydán dekret o zázraku na přímluvu mučedníků Anglie a Walesu. Svatořečení se dočkal 25. října 1970.

### Zázrak
Roku 1962 byla na jejich přímluvu okamžitě a trvale uzdravena Joan Matthewman, vdaná laika, ze sarkomu levé lopatky. Stalo se to v Mill Hill, Blackburn.